# Joaquín Clausell
Joaquín Quirico Marcelino Clausell Traconis (San Francisco de Campeche, Campeche, 16 de junio de 1866 - Lagunas de Zempoala, Estado de México, México, 28 de noviembre de 1935) fue un abogado, activista y pintor mexicano que dedicó toda su obra artística al movimiento impresionista. De formación autodidacta, su obra se enfoca principalmente en los paisajes de México.

## Vida personal

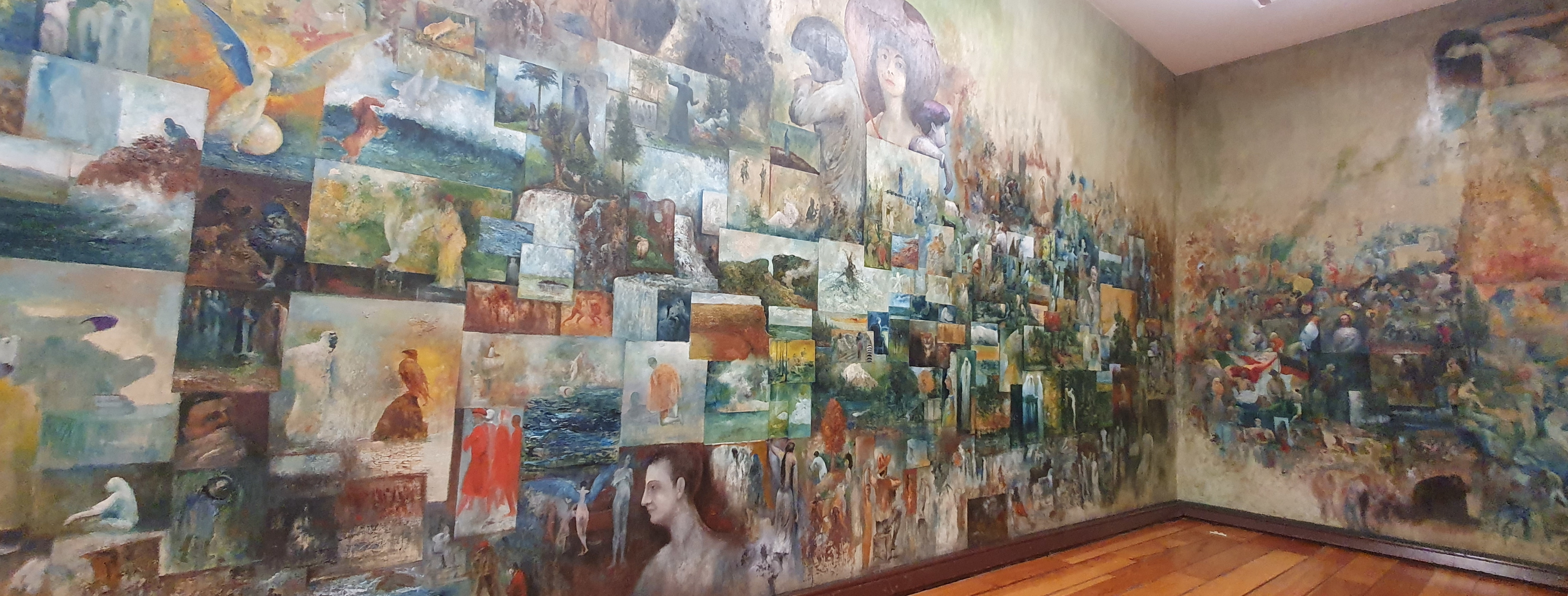
Estudio de Joaquín Clausell en el antiguo Palacio de los condes de Santiago de Calimaya, hoy Museo de la Ciudad de México

Nació en el 16 de junio de 1866 en San Francisco de Campeche. Fue hijo único de José Clausell, comerciante de origen catalán, y Marcelina Traconis, de Campeche. La muerte de su padre dejó a la familia desamparada por lo que desde niño empezó a trabajar para ayudar a su madre, sin interrumpir sus estudios.
Desde temprana edad mostraba un carácter inquieto y rebelde, que posteriormente le causaría muchos problemas. El primero de ellos fue al enfrentarse mediante un discurso público al entonces gobernador de Campeche, Joaquín Baranda, que terminó por expulsarlo del estado. Viajó a la Ciudad de México, con muy poco dinero y trabajando como lavaplatos, con el fin de continuar con sus estudios, primero en la Escuela Nacional de Ingenieros y finalmente en la Escuela de Jurisprudencia, terminando sus estudios como abogado a los 26 años en 1892.
A causa de su trabajo periodístico en El Demócrata fue hecho prisionero de nuevo en la cárcel de Belén y por esta misma razón no pudo presentar su examen profesional de titulación. Al huir el día de su juicio se vio obligado a salir del país, viajando a Nueva Orleans, después a Nueva York y finalmente a París. Fue en esta ciudad donde entró por primera vez a una exposición de arte impresionista en 1896, de la cual quedó maravillado, decidiéndose a pintar como los artistas que había observado.
A finales de 1896 pudo regresar a México, y finalmente pudo arreglar su examen profesional, sin embargo obtuvo su título hasta 1901.
El 8 de enero de 1899, contrajo matrimonio en la Parroquia de San Miguel Arcángel en la Ciudad de México con María de los Ángela Cervantes Pliego. La pareja tuvo cuatro hijos: Dolores, Estella, Joaquín y Carlos. Ambos residieron en el palacio del conde de Santiago de Calimaya, el padre de Ángela, donde estableció su estudio de pintura en la parte alta de la casa. 
Para dedicarse a su trabajo como abogado dejó la pintura por un tiempo. A insistencia de su amigo Gerardo Murillo y de Diego Rivera fue que se decidió a retomar la pintura, entre 1920 y 1925.
Falleció en un accidente el 28 de noviembre de 1935 en Lagunas de Zempoala, a los 69 años de edad; murió sofocado tras un desprendimiento del terreno en donde se encontraba.

## Periodismo
Durante el estudio de su carrera dedicó parte de su tiempo a la caricatura política y al periodismo, colaborando con el periódico La Campaña Electoral de 1886, El Monitor Republicano, El hijo del Ahuizote, Diario del Hogar y El Universal. 
En 1892 formó un partido anti-reeleccionista y escribió para el periódico La República.
Posteriormente, funda y dirige el periódico de oposición de nombre El Demócrata (1893-1895), en el que publicó un reportaje de Heriberto Frías acerca de la represión y masacre sufrida por los indios Tomochitecos en Chihuahua; ello le valió ser encarcelado por segunda vez, siendo las instalaciones de su periódico clausuradas.

## Pintura
Es en Francia, donde conoce a Camille Pissarro y mantiene una amistad con Émile Zola (y posteriormente en México con Gerardo Murillo), quienes alentaron su vocación hacia la pintura. Vuelve a México manteniendo la esperanza en los ideales revolucionarios, entregándose ya de lleno a la pintura a los 35 años. 
Clausell participó en una exposición colectiva en 1908, organizada por Gerardo Murillo para la revista Savia Moderna, junto con Gonzalo Argüelles Bringas, Francisco de la Torre, Jorge Enciso, Alberto y Antonio Garduño, Germán Gedovius y Diego Rivera. 
Los temas de los que se ocupó dentro de sus obras se pueden dividir en 3 grupos, el primero son diversos paisajes de valles, montañas y bosques; el segundo formado por ríos, lagunas, cascadas, costas, acantilados y las olas de los mares; el tercer grupo reúne la gran cantidad de óleos que se encuentran en las paredes de su estudio, que al igual que las pinturas están mezclados los temas. Una característica de su impresionismo es el uso de colores en tonalidades fuertes, no exactos a la realidad, sino más bien impregnados de sus propios valores simbólicos.
Entre sus pinturas se encuentra una que dedicó a Van Gogh, Cézanne y Monet.
En sus obras destaca la sensibilidad, intuición, exaltado amor y profunda comprensión de la naturaleza mexicana. Perteneció al impresionismo, pintor de las reverberaciones de la luz, de las transparencias del aire, del rico olor de su vegetación, de las rocas, del agua.
El artista no siempre firmó sus obras, menos aún las fechó, sólo se tiene su fecha de un reducido número de obras gracias a que las registró junto con las dedicatorias a quienes obsequió las pinturas. Él mismo hacia sus propios bastidores y cuando no contaba con estos pintaba sobre cualquier superficie que encontrara, madera, pastas de libros, tapas de cajas, cartón e incluso en las paredes de su estudio.
Un sitio obligado para los amantes de la creación pictórica del maestro Clausell es el Museo de la Ciudad de México donde se encuentra su estudio.

## Obras destacadas

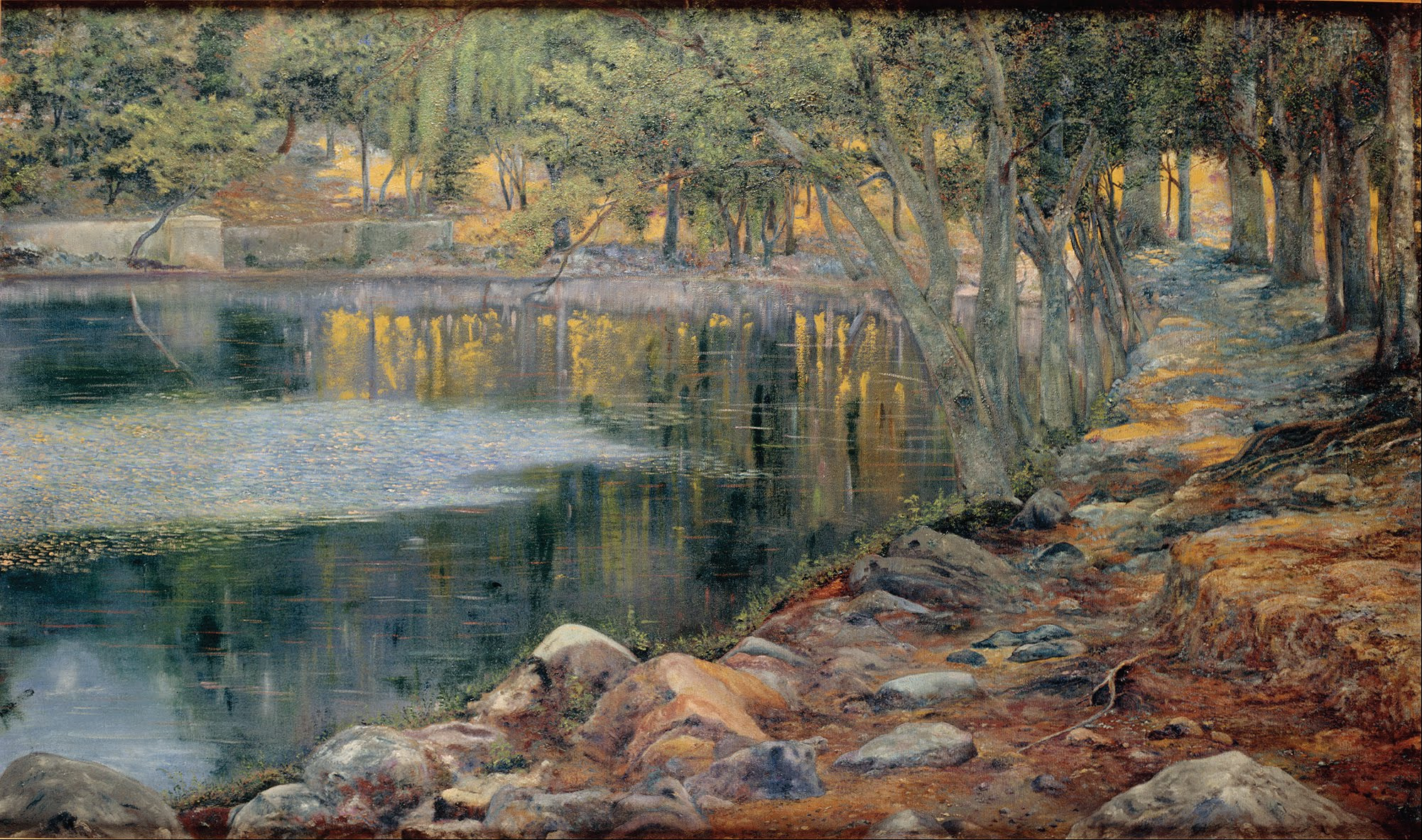
Fuentes brotantes de Tlalpan
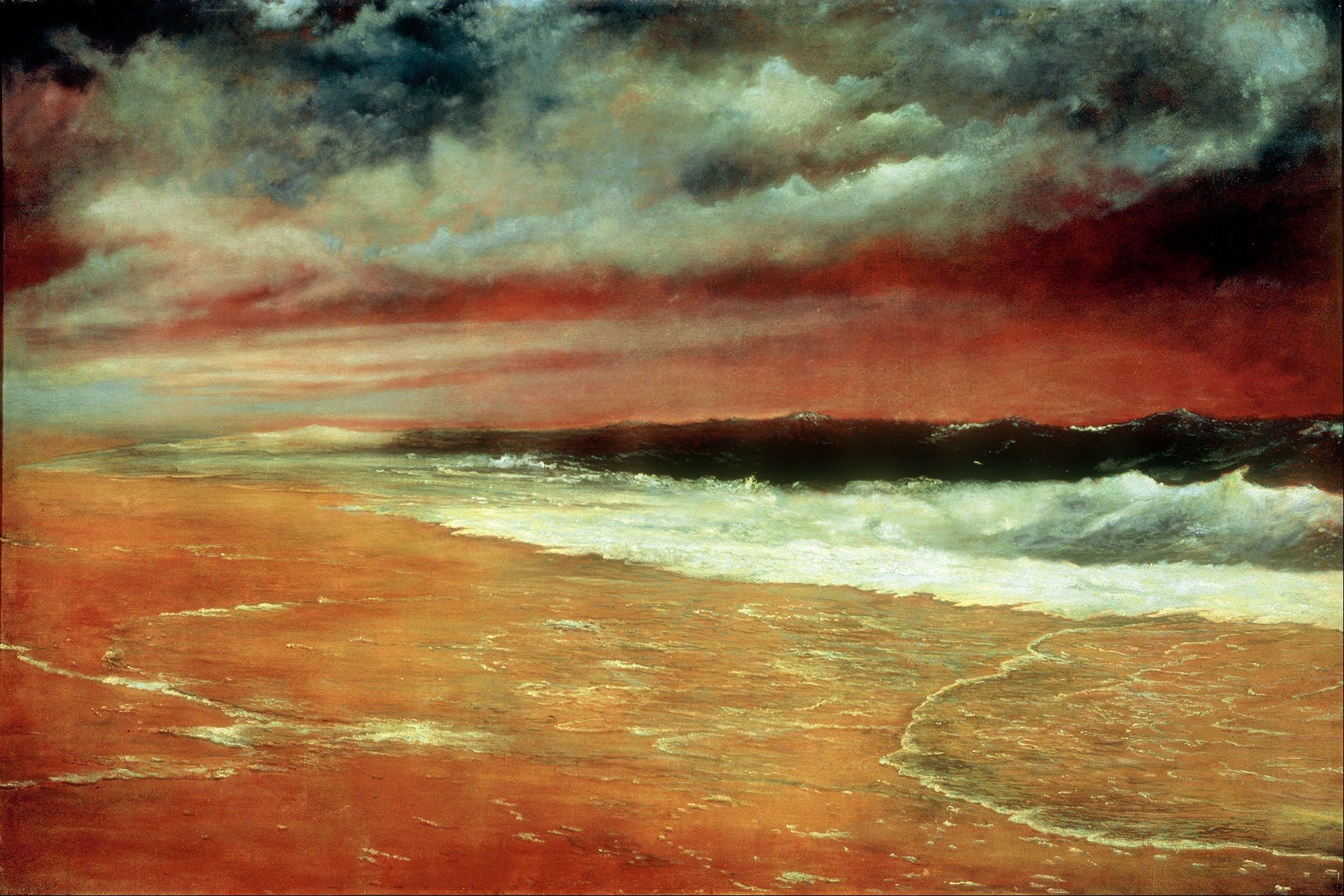
La ola roja
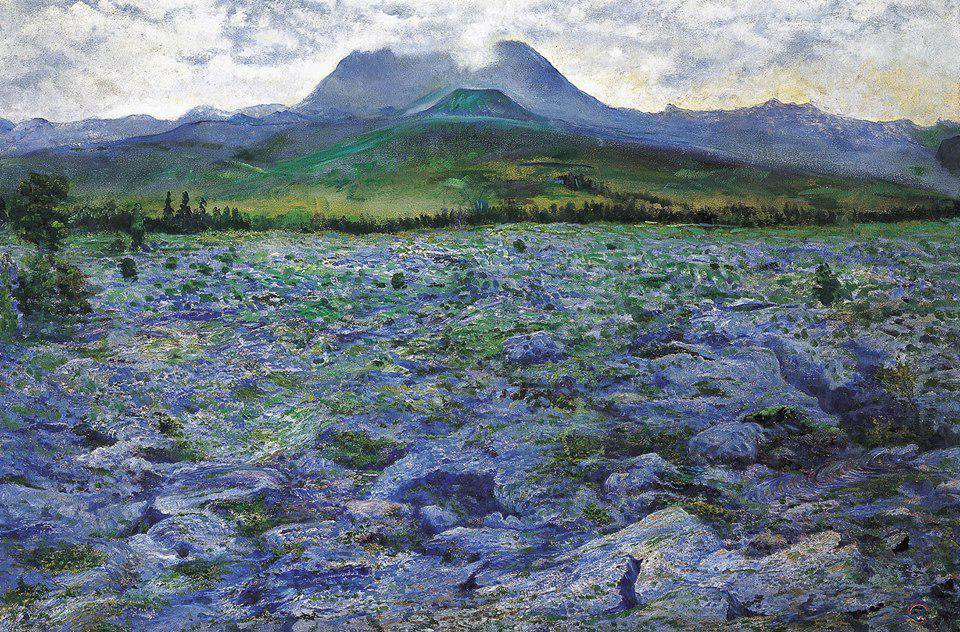
El Pedregal
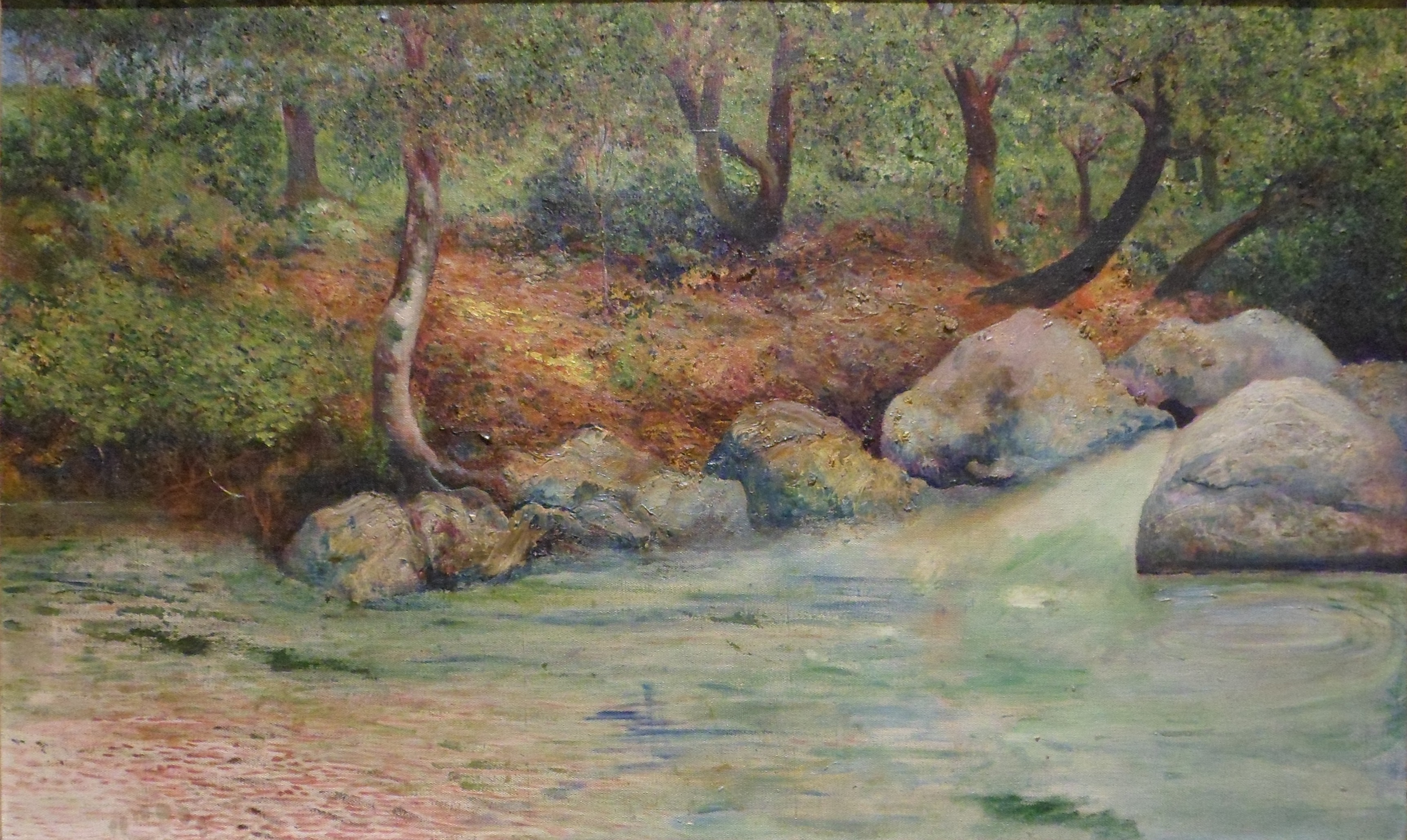
Paisaje con bosque y río
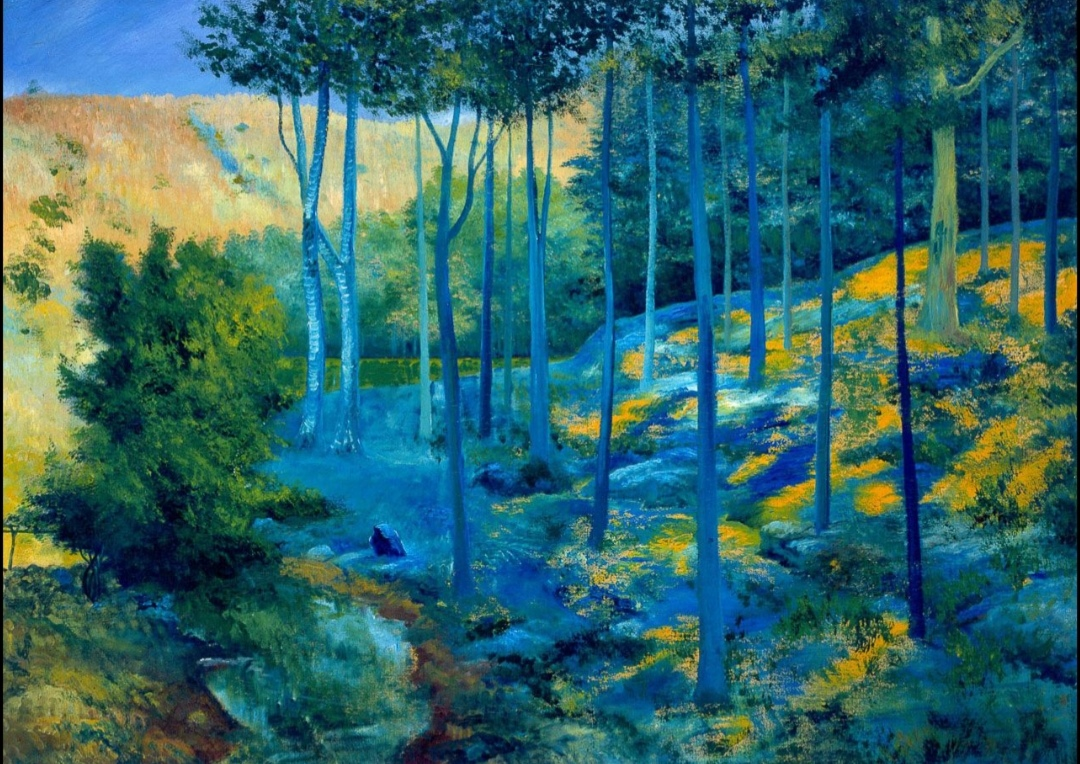
Bosque azul